# گویش‌های خوزستانی

زبان ها و گویش ها در خوزستان شماری از لهجه‌ها و گویش‌های باستانی مرتبط با زبان فارسی ، گویش های زبان لری و عربی خوزستانی را در بر می‌گیرد که در استان خوزستان به آن‌ ها صحبت می‌شود. این گویش‌ها و لهجه‌ها عبارتند از :

 گویش های زبان فارسی :
- گویش شوشتری
- گویش دزفولی
- گویش بهبهانی
- گویش رامهرمزی
- گویش ماهشهری
- گویش هندیجانی
- لهجه آبادانی
- لهجه اهوازی

گویش های زبان لری :
- لری شمالی
- لری بختیاری[۱]
- لری جنوبی

گویش های زبان عربی :
- عربی خوزستانی

لهجه آبادانی و لهجه اهوازی نزدیک‌ترین گویش‌ها و لهجه‌های فارسی در خوزستان به زبان فارسی معیار هستند و در کشور از آنان به عنوان لهجه جنوبی یاد می‌شود.
گویش‌ها و لهجه‌هایی مانند گویش ماهشهری و لهجه آبادانی به دلیل نزدیکی و شباهت در آهنگ‌ها و آواها در بعضی منابع زیر مجموعهٔ گویش بوشهری نیز قرار می‌گیرند.